# Pansexualismo
Pansexualismo (do grego pan: tudo) designa a hipótese de que qualquer desejo ou interesse é explicado por uma motivação sexual inconsciente. A palavra denuncia a explicação pela libido de todos os fenômenos humanos, em outras palavras, "que o instinto sexual desempenha o papel principal em toda atividade humana, mental e física". Esta doutrina foi algumas vezes atribuída a Sigmund Freud, embora este último a contestasse.
O pansexualismo, como hipótese, é a norma na escola psicológica inicial da psicanálise freudiana ou clássica. De acordo com Freud, uma característica definidora dos humanos é um instinto sexual superdesenvolvido, um excesso que se diz explicar a existência da cultura humana.  A noção de pansexualismo identifica o conceito de erotismo como a principal motivação humana. O pensador Johann Christoph Friedrich von Schiller usou o termo para explicar a civilização estética e sensual que reconciliava a sensualidade com a razão.

## O "resistência emocional" por Bleuler
Segundo Gilles-Olivier Silvagni e Christian Godin, o termo foi cunhado por Eugen Bleuler para desacreditar o freudianismo, ou seja, a teoria apresentada por Sigmund Freud em 1905 nos Três Ensaios de Teoria Sexual. Bleuler, portanto, esclarece sua crítica: 
Na verdade, se alguém insistiu em dizer que na sexualidade existe algo além do genital, esse alguém é Freud. Dizer que uma carícia casta ou um sorriso tem uma 'dimensão' sexual ou um 'significado' sexual não significa que sejam 'atos' sexuais.
A designação de pansexualismo criada por Eugen Bleuler segue numerosas trocas de correspondência, Bleuler exigindo provas de Freud e Freud respondendo que o problema é uma "resistência emocional" de Bleuler.
Já em junho de 1905, Bleuler enviou por correio seus sentimentos a Freud em seu livro Três ensaios sobre teoria sexual: ele apontou a falta de detalhes e provas e especificou "Dada a completa ausência de termos psicológicos precisos em nossa linguagem, o último ponto só pode ser mostrado por exemplos (ênfase no original)”. No entanto, concede a Freud a possibilidade de dizer corretamente: "Até agora, você provou estar certo em todos os pontos, então acho que você está certo aqui também - mas não consigo entender".
Então Bleuler responde a Freud, que obviamente falou com ele sobre resistência emocional.: "Não estou ciente de uma luta – como você a chama – contra a teoria. E não encontro em mim razão para tal luta… Porém, ainda não sei em que virtude seria a minha resistência ao seu livrinho sobre sexualidade... resistência emocional." (14/10/1905), e acrescenta na seguinte carta, após reler os Três ensaios: "Ainda acredito que minha resistência a certas deduções não é emocional… O que sinto falta é o material do qual você tirou suas conclusões" (17.10.1905) e pergunta "Onde pode estar a resistência, se é resistência?" (5.11.1905).
Freud persistiu, em 1910, em dizer a Bleuler: "Acredito que você tenha uma resistência interior", e em 1912: "Sei, porém, que a resistência à psicanálise é de natureza emocional e que você está procurando desculpas" e Freud "prevê nesta carta que nessas condições," relações pessoais amigáveis "não sobreviverão entre ele e Bleuler".

### Controvérsia entre Jung e Freud
O debate em torno do conceito de libido, em 1912, destruiu a poeira. Por exemplo, na relação entre Jung e Freud, o caso de Daniel Paul Schreber, autor de Memórias de um Neuropata, exacerba as diferenças de ponto de vista. Embora Freud faça disso uma prova de sua teoria, Jung explica que não pode segui-lo dessa maneira: "a supressão da função da realidade na demência precoce não pode ser reduzida à repressão da libido (definida como fome sexual), pelo menos, não posso não".
Por sua vez, Freud não apresenta divergência de pontos de vista e explica que "é o desejo de eliminar o que é chocante nos complexos familiares, para não encontrar esses elementos chocantes na religião e na moral, que ditaram a Jung todas as mudanças que ele fez à psicanálise".

### Usos da palavra
Em 1921, em Cinco lições de psicanálise, Freud usa essa palavra para criticar uma confusão: "De mim, você toma emprestado a natureza sexual da libido, de Jung seu significado geral. E assim é criado, na imaginação dos críticos, um pansexualismo que não existe em mim nem em Jung”.
Simone de Beauvoir fez a posteriori uma ponte com Sade escrevendo em 1955: "É notável, por exemplo, que em 1795 Sade tenha escrito: O ato de gozar é uma paixão que admito subordinada a todas as outras; mas que os aproxima ao mesmo tempo. Não apenas na primeira parte deste texto Sade tem um pressentimento do que tem sido chamado de 'pansexualismo' de Freud, ele fez do erotismo a fonte primária do comportamento humano[...]".
De acordo com Otto F. Kernberg, a condição pansexual é um sintoma diagnóstico de transtorno de personalidade limítrofe em psiquiatria. Neste contexto, a pansexualidade é caracterizada pela “existência simultânea de vários traços perversos” ou por uma inibição total do comportamento sexual real e o uso de várias fantasias perversas para auto-gratificação".

Em neurologia, o termo também é usado para um interesse sexual existente que também é direcionado a animais e objetos. Você pode, por exemplo, após lobo temporal anterior bilateral-lesão (síndrome de Kluver-Bucy) surgir.